# Neal Katyal

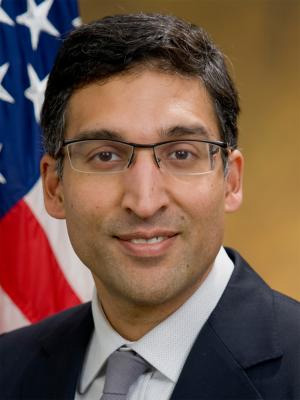
Neal Katyal

Neal Kumar Katyal (* 12. März 1970) ist ein US-amerikanischer Jurist. Zwischen dem 17. Mai 2010 und dem 9. Juni 2011 amtierte er als United States Solicitor General, der die Bundesregierung vor dem Obersten Gerichtshof der Vereinigten Staaten vertritt. In diesem Amt folgte er kommissarisch Elena Kagan nach, die von US-Präsident Barack Obama als Richterin für den Obersten Gerichtshof der Vereinigten Staaten nominiert wurde.
Katyal ist der Sohn indischer Einwanderer. Er besuchte bis 1991 das Dartmouth College und studierte danach bis 1995 an der Yale Law School. Später arbeitete er für Stephen Breyer, einer der seinerzeitigen Richter am Obersten Gerichtshof. Er war einer der Anwälte von Al Gore im Fall Bush v. Gore vor dem Obersten Gerichtshof, mit dessen Urteil die US-Präsidentschaftswahl 2000 zugunsten von George W. Bush entschieden wurde. 2003 vertrat er die Rektoren der wichtigsten privaten Law Schools vor dem Obersten Gerichtshof im Fall Grutter v. Bollinger.
Katyal ist Professor of Law an der Georgetown University und war Gastdozent an der Harvard University und der Yale University. Im Jahr 2006 wurde er von Lawyers USA zum „Anwalt des Jahres“ gewählt. Die Zeitschrift American Lawyer wählte ihn außerdem zu einem der 50 besten Anwälte, das Washingtonian Magazine zu einem der 30 besten Anwälte am Obersten Gerichtshof sowie die Legal Times zu einem der 90 besten Anwälte der letzten 30 Jahre. 2004 gewann er den Pro Bono Award des National Law Journal.
Am 24. Januar 2011 wurde Donald Verrilli von Präsident Obama als neuer Solicitor General nominiert. Nach der Bestätigung durch den Senat löste er Katyal im Juni desselben Jahres im Amt ab. Dieser fungiert nun als sein erster Stellvertreter (Principal Deputy Solicitor General).
Neal Katyal ist der Bruder von Sonia Katyal, Rechtsprofessorin an der University of California, Berkeley, sowie der Schwager von Jeffrey Rosen, Rechtsprofessor an der George Washington University.